# Ray Donovan
Ray Donovan é uma serie de televisão americana de drama policial, criada por Ann Biderman para o canal Showtime. A primeira temporada, com doze episódios, estreou em 30 de junho de 2013. O episódio piloto quebrou recordes de audiência, tornando-se a maior estreia de todos os tempos no Showtime. A terceira temporada está marcada para começar filmando no início de 2015, com uma estreia verão. 

## Enredo
A história se passa em Los Angeles, na Califórnia, onde Raymond "Ray" Donovan (Liev Schreiber), originalmente de South Boston, trabalha para o poderoso escritório de advocacia Goldman & Drexler, representando os ricos e famosos. Donovan é um "fixer": na gíria criminal (ajeitador), uma pessoa que trata dos subornos ou pagamentos a policiais corruptos ou funcionários do governo ou outros criminosos permitindo que lhes evite a punição. Ray experimenta seus próprios problemas quando seu pai, Mickey Donovan (Jon Voight), é inesperadamente libertado da prisão e agentes do FBI tentam derrubar Ray e seus associados.

## Elenco Principal
- Liev Schreiber como Raymond "Ray" Donovan.
- Paula Malcomson como Abby Donovan, a esposa de Ray.
- Eddie Marsan como Terrence "Terry" Donovan, irmão mais velho de Ray. Sofre de doença de Parkinson.
- Dash Mihok como Brendan "rechonchudos" Donovan, irmão mais novo de Ray. Identifica-se como um alcoólatra e anoréxico sexual.
- Pooch Hall como Daryll Donovan, mais jovem meio-irmão de Ray (via Mickey e Claudette). Um boxeador profissional, treinado por Terry. Ele também dirige limusines.
- Steven Bauer como Avi, braço-direito de Ray. O soldado ex- IDF e agente ex-Mossad.
- Katherine Moennig como Lena, assistente de Ray.
- Kerris Dorsey Bridget Donovan, filha de Ray.
- Devon Bagby Conor Donovan, filho de Ray.
- Jon Voight Mickey Donovan, o pai de Ray.

## Elenco recorrente
- Elliott Gould como Ezra Goldman, mentor de Ray e chefe
- Peter Jacobson como Lee Drexler, parceiro de negócios de Esdras
- Denise Crosby como Deb
- William Stanford Davis como Potato Pie
- Ambyr Childers como Ashley Rucker
- Josh Pais como Stu Feldman
- Sheryl Lee Ralph como Claudette
- Austin Nichols como Tommy Wheeler
- Brooke Smith como Frances
- Michael McGrady como Frank Barnes
- Craig Ricci Shaynak como Kenneth "Tiny" Benson, o sobrinho de Sully (temporadas 1-2)
- Otávio J. Johnson como Marvin Gaye Washington (temporadas 1-2)
- Frank Whaley como Van Miller (temporada 1)
- Johnathon Schaech como Sean Walker (temporada 1)
- James Woods como Patrick "Sully" Sullivan (temporada 1)
- Rosanna Arquette como Linda (temporada 1)
- Hank Azaria como Ed Cochran (2ª temporada)
- Sherilyn Fenn como Donna Cochran (2ª temporada)
- Ann-Margret como June Wilson (2ª temporada)[7]
- Kip Pardue como agente do FBI Thomas volcheck (2ª temporada)
- Wendell Pierce como Ronald Keith (2ª temporada)
- Vinessa Shaw como Kate McPherson (2ª temporada)
- Jeryl Prescott como Cherry (2ª temporada)
- Omar Dorsey como bolinho Brown (2ª temporada)
- Jamie Donnelly como Peggy Shaugnessy (Season 2)
- Eion Bailey como Steve Knight (2ª temporada)
- Brian Geraghty como o detetive Jim Halloran (2ª temporada)
- Steph DuVall como Baixinho (2ª temporada)

## Recepção
Ray Donovan, foi recebido com críticas positivas dos críticos. A primeira temporada teve um nível de 76% no Rotten Tomatoes, com a leitura de consenso: "Ray Donovan move-se rapidamente entre os gêneros e tons com Liev Schreiber e performances de Jon Voight como uma chicotada que vale a pena". No Metacritic, o show tem uma pontuação de 75 em 100, com base em 36 críticos, indicando "críticas positivas". Estações 1 e 2 indicam uma classificação combinada de 4.5 de 5 na Presto com uma classificação de críticos de 80% e um rating de espectador de 90%.
Tim Goodman, escrevendo para o The Hollywood Reporter, disse que "Showtime tem outra jóia em suas mãos e Liev Schreiber e Jon Voight são uma enxurrada de ouro".

## Prêmios e Indicações
Em junho de 2013, foi homenageada com a premiação Choice Award Television Critics, como a mais excitante nova série.
Em dezembro de 2013, a série ganhou duas indicações ao Globo de Ouro, tanto para agir. Schreiber foi nomeado para Melhor Ator em Série Dramática de Televisão, e Voight ganhou um Globo de Ouro de Melhor Ator Coadjuvante em Série de Televisão. Em julho de 2014, Voight foi nomeado para Melhor Ator Coadjuvante em Série Dramática nos 66 Primetime Emmy Awards.
| Ano  | Premiação                         | Categoria                                                         | Nomeados       | Resultado |
| ---- | --------------------------------- | ----------------------------------------------------------------- | -------------- | --------- |
| 2013 | Critics' Choice Television Awards | Mais excitante nova série                                         | Ray Donovan    | Venceu    |
| 2013 | Satellite Awards                  | Melhor Ator Coadjuvante - Série, Minissérie ou Filme de Televisão | Jon Voight     | Indicado  |
| 2014 | Critics' Choice Television Awards | Melhor Atriz Coadjuvante em Série Dramática                       | Jon Voight     | Indicado  |
| 2014 | Golden Globe Awards               | Melhor Ator - Drama Televisãp Series                              | Liev Schreiber | Indicado  |
| 2014 | Golden Globe Awards               | Melhor Ator Coadjuvante - Série, Minissérie ou Filme de Televisão | Jon Voight     | Venceu    |
| 2014 | Primetime Emmy Awards             | Melhor Ator Coadjuvante em Série Dramática                        | Jon Voight     | Indicado  |
| 2014 | Writers Guild of America          | Melhor Nova Estrela                                               | Ray Donovan    | Indicado  |
| 2015 | Golden Globe Awards               | Melhor Ator - Drama Televisão Series                              | Liev Schreiber | Indicado  |
| 2015 | Golden Globe Awards               | Melhor Ator Coadjuvante - Série, Minissérie ou Filme de Televisão | Jon Voight     | Indicado  |